# Guinea Grass
Guinea Grass es una ciudad del distrito de Orange Walk, en Belice. En el último censo realizado en el año 2000, su población era de 2.510 habitantes. A mediados de 2005, la población estimada de la ciudad era de 2900 habitantes.
- Datos: Q994426